# Moralischer Appell
Der moralische Appell (englisch moral suasion, „gut zureden“) ist ein Appell von Regierungen oder Behörden (bisweilen auch von anderen großen, öffentlich agierenden Gruppierungen – siehe etwa Warnung der Wissenschaftler an die Menschheit) im Rahmen der politischen Kommunikation, der die Einsicht, das Verständnis oder die Kooperationsbereitschaft der Wirtschaftssubjekte fördern soll, um sie zu einem erwünschten Verhalten zu veranlassen.

## Allgemeines
Moralische Appelle sind der Versuch, durch Überzeugungsarbeit bei bestimmten Adressatengruppen Verhaltensänderungen herbeizuführen. Der Staat will also etwa in die Wirtschaft nicht durch Interventionismus (Staatsinterventionismus) aufgrund von Rechtsnormen oder Zwang eingreifen, sondern setzt auf die Freiwilligkeit der Wirtschaftssubjekte.
Der moralische Appell gehört zu den drei Arten von Appellen:
- Der rationale Appell hebt den Nutzen oder die Vorteile für die Adressaten hervor (Preis, Produktqualität, Wirtschaftlichkeit),
- der emotionale Appell erzeugt positive (Freude, Stolz, Humor) oder negative Gefühle (Angst, Schuldgefühl) und der
- moralische Appell zielt auf die Einsicht, das Verständnis oder die Kooperationsbereitschaft ab und soll Gerechtigkeitsgefühl oder Hilfsbereitschaft der Adressaten wecken.

Diese Einteilung geht auf Aristoteles zurück, der diese Arten bereits in seinem Werk Rhetorik als rhetorische Überzeugungsmittel mit „Logos“, „Pathos“ und „Ethos“ bezeichnete. Diese Arten der Appelle gehören zur Politolinguistik. Sie sollen bei den Adressaten ein bestimmtes Verhalten veranlassen, das in einem Tun, Dulden oder Unterlassen bestehen kann.  Moralische Appelle können auch in der Androhung von Zwangsmitteln oder der Androhung des Erlasses von Rechtsnormen/Sanktionen bestehen, sollten die Appelle nicht fruchten.

## Allgemeine Politik
Moralische Appelle kommen in allen Gebieten der Politik häufig vor. Bereits John F. Kennedy forderte bei seinem Amtsantritt im Januar 1961: „Frag nicht, was Dein Land für Dich tun kann, frag lieber, was Du für Dein Land tun kannst“. Politische Führer wie Barack Obama („Yes We Can“, Januar 2008), Pablo Iglesias Turrión („Podemos“, Januar 2014), Angela Merkel („Wir schaffen das“, August 2015) bis Donald Trump („America First“, Januar 2017) haben banale, unverbindliche und inhaltslose Phrasen als Appelle oder Slogans propagiert.
In der Wirtschaftspolitik dagegen sind moralische Appelle im Regelfall konkreter und verbindlicher. Dadurch können die Wirtschaftssubjekte ihr Verhalten genauer an den Appellen orientieren, während bei „Wir schaffen das“ niemand weiß, ob überhaupt und welche Aufgabe jemand erfüllen sollte. Allgemeine Beschwörungsformeln wie diese oder Durchhalteparolen wie der „Endsieg“ sind deshalb eher zur allgemeinen Motivation gedacht als die Adressaten zu einem bestimmten Handeln zu bewegen. Allgemeine politische Appelle unterliegen denselben Voraussetzungen wie die moralischen Appelle der im Folgenden dargestellten Wirtschaftspolitik.

## Wirtschaftspolitik
Zu den Instrumenten der staatlichen Wirtschaftspolitik gehören Ordnungspolitik, Wirtschaftsablaufsteuerung, Außenwirtschaftspolitik und Ablaufpolitik; letztere beinhaltet das Mittel der moralischen Appelle. Sie werden dort angewendet, wo entweder klare gesetzliche Regelungen fehlen oder wo sich die Regierung scheut, gesetzlich bereits vorgesehene Maßnahmen sofort zu ergreifen. Appelle setzen auf freiwilliges Handeln, Duldung oder Unterlassen der Adressaten und vermeiden den Einsatz von Zwangsmitteln.
Oft sind moralische Appelle an bestimmte Zielgruppen oder Interessengruppen adressiert. So richten Zentralbanken ihre moralischen Appelle an Kreditinstitute als ihre Adressaten, um auf diese ohne Einsatz der Geldpolitik einzuwirken. Die Deutsche Bundesbank veröffentlichte früher ihre Geldmengenziele für das kommende Jahr, ohne dass es sich hierbei um eine Eingriffsmaßnahme handelte, vielmehr war es eine psychologische Beeinflussung in Form der „moral suasion“. Der EZB-Rat hat bei der Einführung des Euro im Januar 2002 den Referenzwert auf eine Jahreswachstumsrate der Geldmenge von 4,5 % festgelegt und ihn seither nicht verändert. Die Geschäftsbanken werden durch jene Zielvorgaben dahingehend beeinflusst, ihr wirtschaftliches Verhalten an diesem zu orientieren.

## Geschichte
Günter Schmölders wies bereits im Jahre 1959 in einem Aufsatz auf die Möglichkeit der moral suasion als „Überwindung des Widerstandes“ der Wirtschaftssubjekte durch „die Methode des Widerlegens, des gütlichen Zuredens, des Beschwichtigens und Beschwörens“ hin. Einer der berühmtesten Vertreter dieser Methode war Ludwig Erhard, der in einer Rundfunkansprache am 21. März 1962 seinen berühmten „Maßhalteapell“ an die Gewerkschaften richtete, nachdem im Vorjahr die Löhne um 10 % gestiegen, die Produktivität aber lediglich um 5 % gewachsen war. Das deutsche Volk dürfe nicht in Maßlosigkeit verfallen, denn „wir können nicht doppelt so viel verdienen, wie wir an Werten schaffen“. Er postulierte, dass die gewerkschaftliche Orientierung der Lohnsteigerungen an der Inflationsrate volkswirtschaftlich falsch sei und die volkswirtschaftliche Kennzahl der Arbeitsproduktivität (und deren Veränderung) alleiniger Maßstab der Lohnforderungen sein müsse. Als sehr populär gelten Sparappelle, die die betroffenen Adressaten zum sparsamen Umgang mit Ressourcen auffordern.

## Ziele
Die Grundidee des moralischen Appells besteht darin, dass aus ökonomischer Sicht die individuelle Nutzenfunktion auch die Nutzenfunktion anderer Individuen beeinflussen kann, so dass das Wissen um die gegenseitige Abhängigkeit (Interdependenz) das eigene Verhalten beeinflussen kann. Moralische Appelle richten sich an das Gewissen, das Wirtschaftssubjekte dazu veranlassen soll, ihr Verhalten freiwillig zu ändern. Dazu muss die dauerhafte Übernahme der moralischen Appelle in das eigene Einstellungssystem des Adressaten im Rahmen der Internalisierung oder Akzeptanz durch Attraktivität erfolgen. Gelingt es den Regierungen jedoch nicht, mit diesen Appellen das erwünschte Staatsziel zu erreichen, bleibt nur noch der Weg des Zwangs durch Gesetze oder Maßnahmen.